# André Abujamra
André Cibelli Abujamra (São Paulo, 15 de maio de 1965) é um cantor, compositor, instrumentista, ator, cineasta e produtor musical brasileiro. André é filho do ator e diretor de teatro Antônio Abujamra.
Montou na década de 1980, junto com Maurício Pereira, a banda Os Mulheres Negras. Eles se autodenominavam a terceira menor big band do mundo. A banda produzia pop rock experimental com instrumentos eletrônicos. Lançou 2 CDs, Música e Ciência (1988) e Música Serve pra Isso (1990). Depois disso, a banda se dissolveu. Após algum tempo, André Abujamra participou da banda Karnak. Hoje atua em carreira solo, com três CDs lançados, Infinito de Pé (2004), Mafaro (2010) e O Homem Bruxa (2015).
André Abujamra foi o responsável pela trilha sonora do Telecurso, do programa Provocações e ainda pela abertura do Castelo Rá Tim Bum, ambos da TV Cultura. Ele também cooperou na abertura do programa Charme, do SBT.
Em 2001, dirigiu e atuou no videoclipe Hoje eu acordei feliz, da banda Charlie Brown Jr.
Em 2006, dirigiu o filme O livro multicolorido de Karnak, que mostra os bastidores da turnê então secreta que a banda brasileira Karnak fez em 2004 na China.
Em 2012, a banda Os Mulheres Negras se reagrupou e voltou a se apresentar.
Em 2014, se junta com o comediante Rafinha Bastos no Agora É Tarde.
Em 2021, fez a trilha sonora de abertura para o canal do Youtube Meteoro Brasil.
Foi casado com a cineasta Anna Muylaert.

## Discografia

### Solo
- 1991 - Phaedra
- 2004 - O Infinito de Pé
- 2007 - Retransformafrikando
- 2010 - Mafaro
- 2015 - O Homem Bruxa
- 2018 - Omindá
- 2020 - AbcyÇwÖk
- 2020 - Emidoinã - A Alma de Fogo
- 2021 - Duzoutruz (Vol 01)
- 2022 - Juliet is the Sun
- 2022 - AMOR
- 2022 - tique toque-me

### Os Mulheres Negras
- 1988 - Música e Ciência
- 1990 - Música Serve pra Isso

### Karnak
- 1995 - Karnak
- 1997 - Universo Umbigo
- 2000 - Estamos Adorando Tóquio
- 2003 - Os Piratas do Karnak (ao vivo)

### Gork
- 2010 - Tomorow Tecnik

## Atuação na televisão
| Ano  | Titulo                                             | Personagem          | Nota                                                       |
| ---- | -------------------------------------------------- | ------------------- | ---------------------------------------------------------- |
| 1990 | Rá-Tim-Bum                                         |                     | 3 episódios                                                |
| 1994 | Castelo Rá-Tim-Bum                                 | Tadeu               | Episódio: "Vou Aparecer na TV"                             |
| 1994 | Expresso                                           | Co-piloto           |                                                            |
| 1996 | Almoço Executivo                                   | Peão Gordo          |                                                            |
| 2005 | A Grande Família                                   | Xerife              | Episódio: "Amor Bandido"                                   |
| 2007 | A Diarista                                         | Abdul               | Episódio: "Aquele dos Vizinhos"                            |
| 2008 | Beleza Pura                                        | Tiago               |                                                            |
| 2013 | Saramandaia                                        | Maestro Cursino     |                                                            |
| 2014 | Agora É Tarde                                      | Ele mesmo           | Co-apresentador                                            |
| 2015 | Os Experientes                                     | Nogueira            | Episódio: "O Assalto" Episódio: "O Primeiro Dia"           |
| 2016 | Quero ter 1 Milhão de Amigos                       | Litmanen            | Episódio: "Xeque-mate"                                     |
| 2016 | Crianças Contra Zika                               | Ele mesmo           | 1 episódio                                                 |
| 2017 | Manual para se Defender de Aliens, Ninjas e Zumbis | Juarez              | Episódio: "Ctrl + Alt + Del"                               |
| 2017 | Angeli – The Killer                                | Rhalah Rikota (voz) |                                                            |
| 2022 | O Rei da TV                                        | Chacrinha           | Episódios: "Petit Comité" Episódio: "De Quanto É o Rombo?" |
| 2022 | Pico da Neblina                                    | Dabber Esguio       | Episódio: "Copa Cannabis"                                  |
| 2022 | Sentença                                           | Amilcar             | Episódio: "Nada Engana Mais Que Aparências"                |
| 2023 | Compro Likes                                       | Coronel             | Episódio: "#BasicBroWagner"                                |
| 2025 | Mania de Você                                      | Bóris Volkov        | Episódios: "21–24 de março"                                |

## Atuação no cinema

### Como ator
| Ano  | Titulo                                     | Papel                                             |
| ---- | ------------------------------------------ | ------------------------------------------------- |
| 1995 | A Origem dos Bebês Segundo Kiki Cavalcanti | Cavalcanti; também foi produtor e compositor.     |
| 1995 | Sábado                                     | Convidado do churrasco                            |
| 1998 | Boleiros - Era uma Vez o Futebol           | Pai Vavá                                          |
| 1999 | Castelo Rá-Tim-Bum, o Filme                | Porteiro do hotel                                 |
| 2001 | Hoje eu acordei feliz                      | Bomba                                             |
| 2002 | Durval Discos                              | Fat Marley                                        |
| 2004 | Como Fazer um Filme de Amor                | Alfred                                            |
| 2006 | O Livro Multicolorido de Karnak            | Ele mesmo; também foi produtor executivo.         |
| 2008 | Caixa Preta                                | Chefe da Banda                                    |
| 2009 | É Proibido Fumar                           | Pablo                                             |
| 2013 | Até que a Sbórnia nos Separe               | Gonçalo Delaclorix                                |
| 2020 | Emidoinã                                   | Iskandar; também foi roteirista e diretor.        |
| 2020 | O Clube dos Anjos                          | Tiago; também foi compositor da trilha sonora.    |
| 2021 | 7 Prisioneiros                             | Nando; também foi compositor da trilha sonora.    |
| 2022 | Bob Cuspe: Nós Não Gostamos de Gente       | Narrador; também foi compositor da trilha sonora. |
| 2023 | Poropopó                                   | Avó Mulher Barbada                                |
| 2023 | Empirion: Uma Aventura com Einstein        | Fausto                                            |

### Como autor de trilha sonora
André Abujamra é creditado como autor de trilha sonora em mais de 30 obras cinematográficas, entre elas:
- Rota ABC (1991), documentário de Francisco Cesar Filho
- Onde São Paulo Acaba (1995), documentário de Andréia Seligmann
- Domésticas (2000), filme dirigido por Fernando Meirelles e Nando Olival[7]
- Carandiru (2003), filme dirigido por Hector Babenco

## Prêmios e indicações
| Ano           | Prêmio                                                          | Categoria                 | Obra                                      | Resultado |
| ------------- | --------------------------------------------------------------- | ------------------------- | ----------------------------------------- | --------- |
| 1997          | Cine PE                                                         | Melhor Trilha Sonora      | Ação entre Amigos                         | Venceu    |
| 2000          | Brazilian Film Festival of Miami                                | Melhor Trilha Sonora      | Nós que Aqui Estamos por Vós Esperamos    | Venceu    |
| 2000          | Prêmio Guarani de Cinema Brasileiro                             | Melhor Trilha Sonora      | Nós que Aqui Estamos por Vós Esperamos    | Venceu    |
| 2000          | Prêmio Guarani de Cinema Brasileiro                             | Melhor Trilha Sonora      | Um Copo de Cólera                         | Indicado  |
| 2001          | Prêmio Guarani de Cinema Brasileiro                             | Melhor Trilha Sonora      | Castelo Rá-Tim-Bum: O Filme               | Indicado  |
| 2001          | Cine PE                                                         | Melhor Trilha Sonora      | Bicho de Sete Cabeças                     | Venceu    |
| 2002          | Prêmio Guarani de Cinema Brasileiro                             | Melhor Trilha Sonora      | Bicho de Sete Cabeças                     | Indicado  |
| 2002          | Grande Prêmio do Cinema Brasil                                  | Melhor Trilha Sonora      | Bicho de Sete Cabeças                     | Venceu    |
| 2002          | Grande Prêmio do Cinema Brasil                                  | Melhor Trilha Sonora      | Domésticas                                | Indicado  |
| 2003          | Grande Prêmio do Cinema Brasil                                  | Melhor Trilha Sonora      | As Três Marias                            | Indicado  |
| 2004          | Grande Prêmio do Cinema Brasil                                  | Melhor Trilha Sonora      | Carandiru                                 | Indicado  |
| 2004          | Grande Prêmio do Cinema Brasil                                  | Melhor Trilha Sonora      | Durval Discos                             | Indicado  |
| 2004          | Prêmio Guarani de Cinema Brasileiro                             | Melhor Trilha Sonora      | Durval Discos                             | Venceu    |
| 2005          | Grande Prêmio do Cinema Brasil                                  | Melhor Trilha Sonora      | 1,99 - Um Supermercado Que Vende Palavras | Indicado  |
| 2007          | Grande Prêmio do Cinema Brasil                                  | Melhor Trilha Sonora      | Achados e Perdidos                        | Indicado  |
| 2007          | Cine PE                                                         | Melhor Trilha Sonora      | Os 12 Trabalhos                           | Indicado  |
| 2008          | Festival Paulínia de Cinema                                     | Melhor Trilha Sonora      | Encarnação do Demônio                     | Venceu    |
| 2009          | Vitória Cine Vídeo                                              | Melhor Trilha Sonora      | O Divino, De Repente                      | Venceu    |
| 2010          | Prêmio Guarani de Cinema Brasileiro                             | Melhor Trilha Sonora      | Do Começo ao Fim                          | Indicado  |
| 2010          | Grande Prêmio do Cinema Brasil                                  | Melhor Trilha Sonora      | O Contador de Histórias                   | Indicado  |
| 2012          | Festival de Gramado                                             | Melhor Trilha Sonora      | Futuro do Pretérito: Tropicalismo Now!    | Venceu    |
| 2012          | Prêmio Contigo! de Cinema Nacional                              | Melhor Trilha Sonora      | Amanhã Nunca Mais                         | Indicado  |
| 2013          | Grande Prêmio do Cinema Brasil                                  | Melhor Trilha Sonora      | 2 Coelhos                                 | Venceu    |
| 2015          | Grande Prêmio do Cinema Brasil                                  | Melhor Trilha Sonora      | Trinta                                    | Venceu    |
| 2015          | Prêmio Guarani de Cinema Brasileiro                             | Melhor Trilha Sonora      | Trinta                                    | Indicado  |
| 2019          | CinEuphoria                                                     | Melhor Trilha Sonora      | Praça Paris                               | Indicado  |
| 2021          | Grande Prêmio do Cinema Brasil                                  | Melhor Trilha Sonora      | Abraço                                    | Indicado  |
| Grammy Latino | Melhor Álbum de Rock ou Música Alternativa em Língua Portuguesa | Emidoinã - A Alma de Fogo | Indicado                                  |           |
| 2022          | Prêmio Guarani de Cinema Brasileiro                             | Melhor Trilha Sonora      | Bob Cuspe: Nós Não Gostamos de Gente      | Venceu    |
| 2022          | Grande Prêmio do Cinema Brasil                                  | Melhor Trilha Sonora      | Bob Cuspe: Nós Não Gostamos de Gente      | Venceu    |
| 2022          | Grande Prêmio do Cinema Brasil                                  | Melhor Ator Coadjuvante   | 7 Prisioneiros                            | Indicado  |
| 2022          | Festival de Gramado                                             | Melhor Ator Coadjuvante   | O Clube dos Anjos                         | Indicado  |
| 2023          | Grande Prêmio do Cinema Brasil                                  | Melhor Trilha Sonora      | O Clube dos Anjos                         | Indicado  |
| 2023          | Grande Prêmio do Cinema Brasil                                  | Melhor Ator Coadjuvante   | O Clube dos Anjos                         | Indicado  |